# 애머릴로 시빅 센터
애머릴로 시빅 센터(Amarillo Civic Center)는 미국 텍사스주 애머릴로에 위치한 실내 경기장이다. 과거 CHL 애머릴로 고릴라스의 홈경기장으로 사용했다.